# Округ Хендерсон (Илиноис)
Округ Хендерсон (енгл. Henderson County) је округ у америчкој савезној држави Илиноис.

## Демографија
По попису из 2010. године број становника је 7.331, што је 882 (-10,7%) становника мање 2000. године.
| Група             | 2000.         | 2010.         |
| Белци             | 8.041 (97,9%) | 7.133 (97,3%) |
| Афроамериканци    | 21 (0,3%)     | 15 (0,2%)     |
| Азијати           | 8 (0,1%)      | 15 (0,2%)     |
| Хиспаноамериканци | 72 (0,9%)     | 79 (1,1%)     |
| Укупно            | 8.213         | 7.331         |